# 高桥伸也 (游戏制作人)
高橋伸也（1963年11月9日—），日本遊戲設計師。任天堂執行董事﹑企划制作本部統括部長，兼任Monolith Soft和任天堂系統的董事，也曾兼任Project Sora董事。
高桥伸也在1989年加入任天堂，他最开始在情報開發本部擔任CG設計，後進入企劃開發本部和環境製作部，分別擔任腦鍛鍊系列、Touch! Generations、任天堂DSi內設軟體和DSiWare的製作人。
曾擔任企劃開發部和環境製作部部長、副本部長，2013年6月起就任企劃開發本部長、兼任開發應援本部負責人。2015年9月16日改任企劃製作本部長，兼任業務開發本部、開發總務本部管掌。被稱為任天堂候補社長，繼承宮本茂的軟件開發部門的最高領導人。2023年7月改任企劃製作本部統括部長。